# Den svenska nationalsocialismen: medlemmar och sympatisörer 1931–45
Den svenska nationalsocialismen: medlemmar och sympatisörer 1931–45 (ISBN 91-7203-472-6) är en matrikel utgiven av forskaren Tobias Hübinette 2002. Dess syfte är att lista svenskar som antingen var medlemmar i nazistiska partier eller som betalat för jul- och nyårshälsningar i nazistiska tidskrifter. Boken innehåller namn på personer med anknytning till:
- Kyrkliga Folkpartiet (577 personer)
- Nationalsocialistiska Arbetarepartiet (2 384 personer)
- Svensk socialistisk samling (5 825 personer)
- Nationalsocialistiska Blocket (208 personer)
- Riksföreningen Sverige-Tyskland (5 689 personer)
- Svensk Opposition (8 632 personer)
- Svenska Nationalsocialistiska Partiet (557 personer)
- Socialistiska partiet (596 personer)
- Sveriges Nationella Förbund (3 184 personer)

När matrikeln publicerades sade Hübinette i en intervju att boken var en avsiktlig provokation och att han var medveten om att många skulle bli upprörda: "Jag förstår att många kommer att bli förkrossade av att få sitt familjenamn nedsolkat. Men förhoppningsvis kommer det att leda till att folk börjar prata om vad som hände. Att myten om den svenska oskulden, som vi fått serverad i skolan, nu kan avlivas."
Det kritiska mottagandet var svalt. I Svenska Dagbladet ansåg journalisten Gustaf von Platen att det var fel att klumpa ihop Riksföreningen Sverige-Tyskland med nazistiska partier och menade att medlemskap där inte betydde att man var nazist. I Aftonbladet ansåg Jan Guillou att boken var märklig i sig, och Jan Myrdal att i den mån uppgifterna kom från jul- och nyårshälsningar så saknade de värde.